# Ystrad
Ystrad ou Ystrad Rhondda est un village et une communauté du borough de comté de Rhondda Cynon Taf, au pays de Galles.

## Géographie
Ystrad est situé dans la vallée de la Rhondda Fawr, à 3,5 km en amont de la ville de Tonypandy. La communauté d'Ystrad comprend aussi le village de Gelli (en), de l'autre côté de la rivière.
La gare d'Ystrad Rhondda (en) est desservie par les trains de la Rhondda line (en) qui relie Cardiff à Treherbert.

## Démographie
Au recensement de 2011, la communauté d'Ystrad comptait 5 854 habitants.